# Syssitie
Les syssities (en grec ancien τὰ συσσίτια / ta syssitia), dérivé de σῖτος / sitos (« blé »), sont en Grèce antique des repas pris en commun par les hommes et les jeunes gens d'un même groupe social ou religieux. Ces repas en commun sont sans doute liés à l’agriculture, particulièrement au blé, et à son apparition dans le monde grec. Les banquets évoqués par Homère se rattachent à cette tradition, que l'on retrouve en Crète et à Sparte, mais aussi à Athènes et à Mégare ; on trouve des traces de semblables repas à Carthage et dans la Rome antique. À l'époque archaïque — par exemple chez le poète Alcman —, le rituel porte également le nom d'ὰνδρεῖα / andreia, littéralement « relatif aux hommes (êtres masculins) ». Dans la Politique, Aristote affirme que l’origine de ces repas en commun se trouverait en Italie, dont les institutions sont antérieures à celles de la Crète : l’ancienneté résulte du fait que la création des syssities en Italie remonte au temps de l’introduction des noms « Italie » et « Italiens », et du passage du nomadisme à la sédentarité agricole : le lien entre l’agriculture et la législation qui permet le développement d’une vie civique semble ainsi établi.

## À Sparte
À Sparte, où le système est le plus évolué, ces repas sont également appelés phidities (φειδίτια / pheiditia) : il s'agit d'un banquet quotidien et obligatoire, comparable au mess militaire. La participation aux syssities est, de même que l'éducation spartiate, obligatoire pour faire partie des Pairs, les Homoioi. Le Spartiate y est admis à partir de 20 ans, après un rituel décrit par Plutarque : le jeune homme doit être coopté à l'unanimité par ses futurs camarades. Le vote se fait au moyen de boulettes de pain jetées dans un vase. Chaque convive, appelé « phidite », (du grec φειδίτης / pheiditês), doit apporter au pot commun une quote-part mensuelle, dont la composition nous est connue par Dicéarque, que cite Athénée, et Plutarque également : 77 l d'orge, 39 l de vin, 3 kg de fromage, 1,5 kg de figues et 10 oboles éginétiques servant à acheter la viande. Celle-ci servait à confectionner le plat principal, le brouet noir (μέλας ζωμός / melas zômos), dont nous connaissons les ingrédients par l'historien Athénée : porc, sel, vinaigre et sang. Le kleros, portion de terre allouée à chaque Spartiate et cultivée par les hilotes, devait permettre à chaque citoyen de payer son écot. S'il s'en révélait incapable, il était exclu de la syssitie et perdait donc la citoyenneté.
Le nombre de convives par syssities demeure flou pour nous. Si Plutarque indique dans sa Vie de Lycurgue que la syssitie réunit une quinzaine de personnes, il explique également dans sa Vie d'Agis que le roi veut répartir les 4 500 citoyens en 15 phidities de 400 ou 200 membres, soit 7 phidities de 200, 7 de 400, et 300 Hippeis.